# Суворинский театр

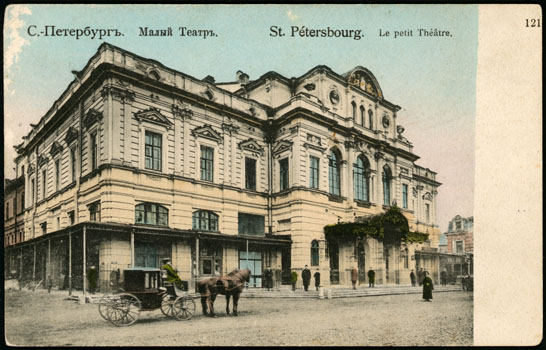
Дореволюционная открытка с изображением здания театра на набережной реки Фонтанки, 65

Суворинский, или Малый театр (в 1895—1899 — Театр Литературно-артистического кружка, затем — Театр Литературно-художественного общества (1899—1912), Театр Литературно-художественного общества им. А. С. Суворина (1912—1917)) — петербургский (петроградский) драматический театр, существовавший в 1895—1917 годах. Располагался в здании Апраксинского (Малого) театра на Фонтанке, построенном в 1876—1878 архитектором Людвигом Францевичем Фонтана по заказу графа А. С. Апраксина.
Театр сформировался из Литературно-артистического кружка после успешной постановки пьесы Герхарта Гауптмана «Ганнеле» весной 1895 года на сцене Панаевского театра. Пайщиками стали А. С. Суворин, П. П. Гнедич и П. Д. Ленский. Суворин со временем стал владельцем театра, а Гнедич ведал репертуарной частью вплоть до перехода в Александринский театр в 1901 году.
К концу мая у графа Апраксина было арендовано здание Малого театра. До 1895 года там не давалось постоянных спектаклей: в 1879—1882 годах здание сдавалось в аренду Дирекции Императорских театров как вспомогательная сцена для выступлений Александринского театра, затем — антрепренёрам.
На должность режиссёра был приглашен Е. П. Карпов. Вместе с Сувориным они сформировали труппу из 45 артисток и артистов. В её составе были такие актёры, как Пасхалова, Яворская, Холмская, А. Глама-Мещерская, Домашева, Никитина, Каратыгина, П. К. Красовский, Орленев, Михайлов, Анчаров-Эльстон, Бастунов, Сладкопевцев. На сцене Суворинского театра состоялся сценический дебют Михаила Чехова. 
Открытие Суворинского театра состоялось 17 сентября 1895 спектаклем «Гроза» по пьесе А. Островского. В этом же сезоне состоялись премьеры спектаклей «Кукольный дом» Г. Ибсена, «Трудовой хлеб» и «Бедность не порок» А. Островского, «Нахлебник» И. Тургенева, «Принцесса Греза» Э. Ростана, «Тайна души» («Там внутри») М. Метерлинка. В обиходе театр стали все чаще называть Суворинским (или иногда Малым), а после смерти Суворина в 1912 году он стал официально носить его имя.
Литературно-Художественное общество арендовало театр до 1917 года — после революции здание на набережной Фонтанки было национализировано. В сентябре 1920 года здесь начал работать коллектив Большого драматического театра.